# Trần Chí Thành
Trần Chí Thành (sinh ngày 15 tháng 8 năm 1965) là một Tiến sĩ, hiện là Viện trưởng Viện Năng lượng nguyên tử Việt Nam

## Sơ lược
TS. Trần Chí Thành là cán bộ nghiên cứu, sau đó là Phó giám đốc Trung tâm Tư vấn Nhiệt điện, Nhà máy điện hạt nhân và Môi trường, Viện Năng lượng. Ngày 01/5/2012, ông được bổ nhiệm là Viện trưởng Viện Năng lượng nguyên tử Việt Nam theo quyết định số 758/QĐ-BKHCN ngày 23/4/2012 của Bộ trưởng Bộ Khoa học và Công nghệ.
Ông quê ở Đức Lĩnh, Vũ Quang, Hà Tĩnh, là cựu học sinh chuyên toán Đại học Vinh, tốt nghiệp Đại học Năng lượng Matxccơva và đã bảo vệ luận án "Mô hình đối lưu hiệu quả dùng để mô phỏng và phân tích quá trình truyền nhiệt của bể nhiên vật liệu nóng chảy ở đáy thùng áp lực lò nước nhẹ" ngày 2/9/2009 tại Đại học Công nghệ Hoàng gia - một trong những trường đại học kỹ thuật lâu đời và lớn nhất Thụy Điển. Luận văn của TS. Trần Chí Thành đã được trao giải thưởng Sigvard Eklund, Thuỵ Điển năm 2011 vào ngày 05/10/2011.
Với những đóng góp cho khoa học hạt nhân, TS.Trần Chí Thành, nhà nghiên cứu về an toàn hạt nhân, đã được ROSATOM trao bức tượng Viện sỹ Igor Kurchatov nhân dịp kỷ niệm 65 năm vận hành Obninsk, nhà máy điện nguyên tử đầu tiên trên thế giới.